# Денвер барберијанси
Рагби клуб Денвер барберијанси је амерички рагби јунион (рагби 15) клуб из Денвера, главног града савезне државе Колорадо. Највећи успех овај клуб је остварио када је у финалу америчког првенства, побеђена екипа Балтимор Шор и освојена титула првака САД у рагбију.

## Успеси
Првенство САД у рагбију - 1
1999